# 門信一郎
門 信一郎（かど しんいちろう、1967年11月4日 - ）は、日本の物理学者、工学者。京都大学エネルギー理工学研究所准教授。専門はプラズマ物理学・核融合学・プラズマ分光学・プラズマ診断法・理科教育。

## 経歴
佐賀県伊万里市出身。佐賀県立伊万里高等学校（同級生に松尾剛、小森陽一）を経て1992年京都大学理学部物理系卒。九州大学大学院総合理工学研究科へ進学。博士（工学）。
1997年より自然科学研究機構核融合科学研究所助手、2000年より東京大学高温プラズマ研究センター助教授/准教授、2008年より東京大学大学院工学系研究科原子力国際専攻 准教授を経て2013年より京都大学エネルギー理工学研究所准教授。文部科学省学術調査官（研究開発局）（2010-2013年度）。

## 人物
- プラズマ・核融合エネルギー研究の傍ら、実験物理学の手法を他分野の分析の適用し、解釈することを試みる。
- スーパーサイエンスハイスクール事業発足時より、中学・高校へのアウトリーチ活動に関与する[1]。
- 2011年3月、東日本大震災に伴う福島第一原子力発電所事故に際し、事故分析に着手。NHKスペシャル「メルトダウン」シリーズの分析チームに参画[2]。2号機からの漏洩に逃がし安全弁（SR弁）操作が関与している可能性を指摘[3][4]。この件について、NHKスペシャル取材班は、複数の専門家の連携による事故分析の有用性を指摘している[5]。
- 原発事故を受けて発足した「核融合エネルギーアセスメントに関するタスクフォース委員会」に参画[6]。その過程で当時のINES（国際原子力事象評価尺度）においてCs-134のヨウ素換算倍率係数の誤りを指摘し、IAEAに訂正を促す[7]。
- 2020年2月以降、日本でも深刻になってきた新型コロナ肺炎 (COVID-19) の流行においては、SIRモデルを参照した行動変容の指針[8]、および、実効再生産数の速報値の推定方法[9]を提唱する。

## 著書

### 単著
- 理科教育の現場にプラズマ・核融合を（小特集 社会との連携をめざしたプラズマ・核融合アウトリーチ活動の展開）
- この感染は拡大か収束か：再生産数 R の物理的意味と決定

### 共著
- Shinichiro KADO, Yohei IIDA, Shin KAJITA, Daisuke YAMASAKI, Atsushi OKAMOTO, Bingjia XIAO, Taiichi SHIKAMA, Tetsutaro OISHI, Satoru TANAKA (2005). “Diagnostics of Recombining Plasmas in Divertor Simulator MAP-II”. プラズマ・核融合学会誌 81 (10):  810-821. doi:10.1585/jspf.81.810.
- プラズマ・核融合学会『カラー図解プラズマエネルギーのすべて』日本実業出版社〈Visual engineering〉、2007年。ISBN 9784534041913。 NCID BA80830680。
- Reflections on the Fukushima Daiichi Nuclear Accident pp 51-83Chapter C.3 (Springer) ISBN 9783319120898 (Print) ISBN 9783319120904 (Online)
- 電子回路シミュレータで解く感染症モデル（その1）～SIRモデルを解こう～
- 電子回路シミュレータで解く感染症モデル（その2）〜実効再生産数Rt を求めよう〜